# Sidesaddle & Co.
Sidesaddle & Co. is een bluegrass-band met Country & Western- en folk-invloeden. De band bestaat uit Kim Elking (mandoline), Lee Anne Caswell (fiddle), Sheila McCormick (gitaar), Jackie Miller (gitaar) en Sonia Shell (banjo).
Eind jaren 90 heeft stemactrice Grey Delisle een tijdje deel uitgemaakt van de band.